# (25415) Jocelyn
(25415) Jocelyn est un astéroïde de la ceinture principale d'astéroïdes.

## Description
(25415) Jocelyn est un astéroïde de la ceinture principale d'astéroïdes. Il fut découvert le 3 novembre 1999 à Socorro (Nouveau-Mexique) par le projet LINEAR. Il présente une orbite caractérisée par un demi-grand axe de 2,33 UA, une excentricité de 0,05 et une inclinaison de 3,0° par rapport à l'écliptique.

## Compléments